# James Henry Fleming
Pour les articles homonymes, voir Fleming.
James Henry Fleming est un ornithologue canadien, né le 5 juillet 1872 à Toronto et mort le 27 juin 1940 dans cette même ville.

## Biographie
Son père, James Fleming, est originaire d’Aberdeen en Écosse. Il s’installe à Montréal en 1834 à vingt-quatre ans avant de fonder à Toronto une entreprise de production de semences et fait paraître quelques publications dans des revues d’horticulture. Après la mort de sa femme, James Fleming épouse en secondes noces Mary Elizabeth Wade, dont la famille d’origine anglaise vit près de Port Hope en Ontario.
Le jeune James fait ses études à Toronto et montre dès ses douze ans, un grand intérêt pour les oiseaux. Il commence à les collectionner deux ans plus tard. Sa collection est constituée d’œufs et d’oiseaux de sa région mais compte également quelques espèces exotiques notamment d'oiseaux-mouches. Après avoir hérité de son père, il se consacre à l’entreprise familiale et à l’ornithologie.
En 1889, il devient membre du Canadian Institute (aujourd’hui dénommé le Royal Canadian Institute, la plus vieille société savante du Canada). Il devient membre de l’American Ornithologists' Union en 1893. Il se marie, le 8 décembre 1897, avec Christine MacKay Keefet à Ottawa, union dont naîtront deux enfants. Il voyage beaucoup de 1889 à 1893, en Europe, en Guinée et dans les Caraïbes. Il ouvre un musée privée d’ornithologie qui expose une partie des plus de 32 000 spécimens (soit plus de 6 300 espèces). Il n’hésite pas à acquérir des collections déjà constituées pour enrichir la sienne : il achète 1 000 peaux d’oiseaux d’Afrique de l’est à Sir Frederick John Jackson (1859-1929), 3 000 oiseaux surtout du sud des États-Unis d'Amérique à Charles K. Worthen (1850-1909), 500 oiseaux de Nouvelle-Guinée à Albert Stewart Meek (1871-1943), etc. C’est le Royal Ontario Museum, où Fleming exerce les fonctions de conservateur en ornithologie, de 1927 à 1940, qui conserve sa collection (riche aujourd’hui de plus de 130 000 peaux) et son importante bibliothèque.

## Sources
- Lester Lynne Snyder (1941). In Memoriam : James Henry Fleming, The Auk, 58 (1) : 1-12
- Barbara Mearns & Richard Mearns (1998). The Bird Collectors. Academic Press (Londres) : xvii + 472 p.